# Dicranomyia tristigmata
Dicranomyia tristigmata là một loài ruồi trong họ Limoniidae. Chúng phân bố ở miền Australasia.